# Tunesische Arbeiterpartei
Die Tunesische Arbeiterpartei (französisch Parti des travailleurs tunisiens, PTT, arabisch حزب العمال التونسي, DMG ḥizb al-ʿummāl at-tūnisī) ist eine kommunistische Partei in Tunesien.
Aus der Untergrundbewegung El Amal Ettounsi entstanden, wurde die Partei 1986 als Kommunistische Arbeiterpartei Tunesiens (fr. Parti communiste des ouvriers de Tunisie, PCOT, ar. حزب العمال الشيوعي التونسي / ḥizb al-ʿummāl aš-šuyūʿī at-tūnisī) gegründet. Sie blieb jedoch während der gesamten Amtszeit des autokratischen Präsidenten Zine el-Abidine Ben Ali verboten.
Seit ihrer Gründung von Hamma Hammami geführt, wurde sie erst nach der Revolution im März 2011 zugelassen und gab sich 2012 den aktuellen Namen. Die Parlamentswahl im Oktober 2014 bestritt sie als Teil der Volksfront, die mit fünfzehn Mandaten viertstärkste Kraft wurde.

## Geschichte

### Gründung und Zeit unter Ben Ali

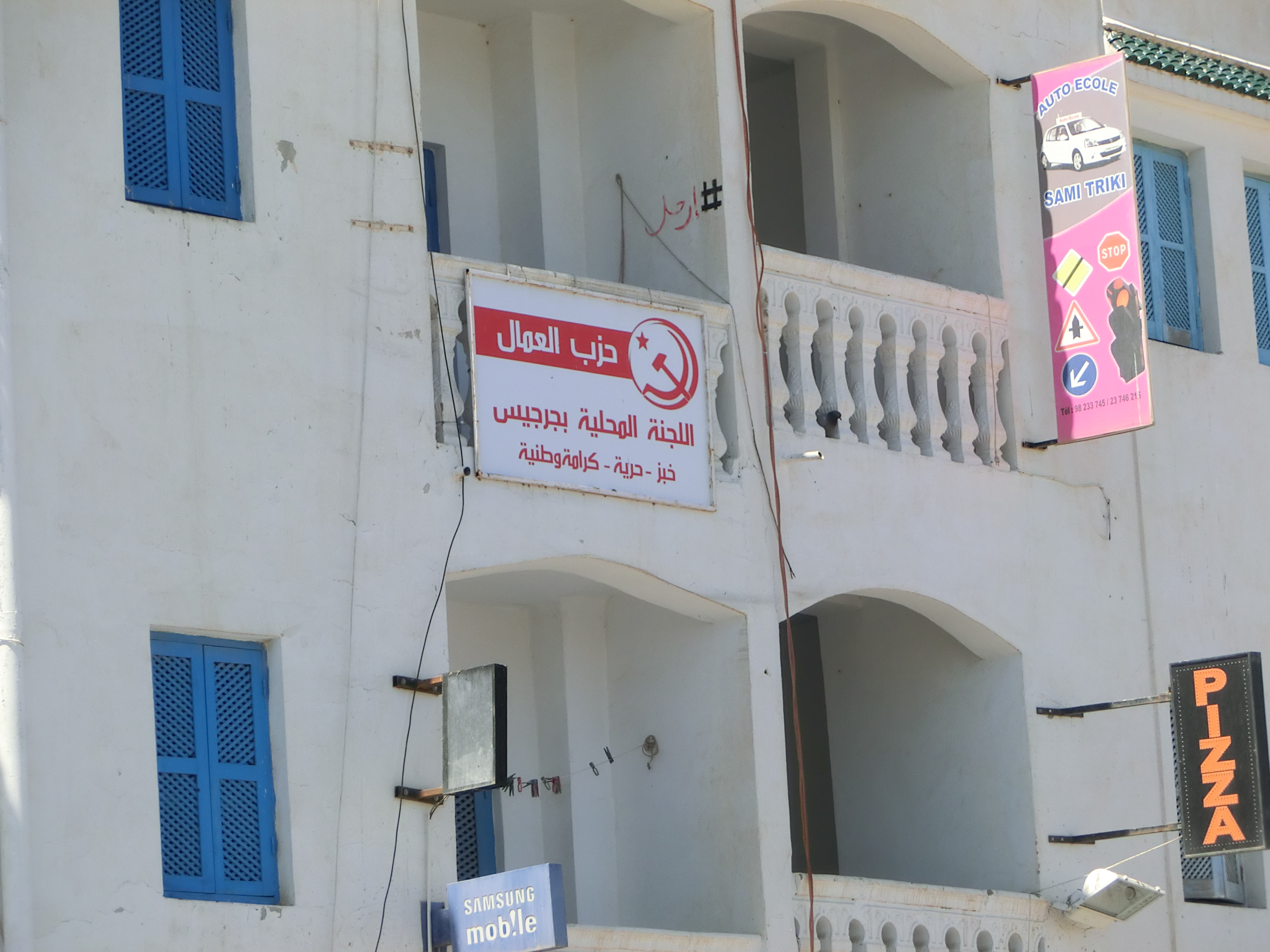
Büro der Arbeiterpartei in Zarzis (2014)

Die Partei wurde am 3. Januar 1986 als Parti communiste des ouvriers de Tunisie (PCOT) gegründet. Unter dem autoritären Regime des Präsidenten Zine el-Abidine Ben Ali wurde sie verboten und operierte im Untergrund.
Sie orientierte sich an den historischen Vorbildern der Sowjetunion unter Stalin sowie dem von Enver Hoxha geführten albanischen Staat. Sie forderte den revolutionären Sturz des imperialistischen Systems in internationalem Maßstab zur Errichtung einer sozialistischen Gesellschaftsordnung als Übergangsstadium zum Kommunismus.
Die PCOT gehörte der 2005 gegründeten „Koalition des 18. Oktober“ an, in der sich außerdem die Progressive Demokratische Partei, das Ettakatol und bestimmte islamische Gruppen organisiert hatten.
Die Partei spielte nach eigener Aussage 2008 eine maßgebliche Rolle im blutig niedergeschlagenen Volksaufstand von Gafsa gegen das Ben-Ali-Regime.

### Beteiligung an der Jasminrevolution
Die „Koalition des 18. Oktober“ zerfiel im Verlauf der Jasminrevolution 2010/11. Am 20. Januar 2011 gründete die damalige PCOT gemeinsam mit der Linken Arbeitsliga, der Nasseristischen Gewerkschaftsbewegung, al-Watad, der Nationalen Demokratischen Bewegung, der Baasistischen Bewegung sowie der Patriotischen und Demokratischen Arbeitspartei (PTPD) die „Front des 14. Januar“, benannt nach dem Tag der Flucht des ehemaligen Präsidenten Ben Ali.

### Nach der Jasminrevolution
Unmittelbar nach dem Sturz des langjährigen Präsidenten Ben Ali hob Übergangspremier Mohamed Ghannouchi das Verbot der PCOT ebenso wie der islamistischen Ennahda auf und bot den beiden bislang verbotenen, im Verlauf der Revolution aber bedeutsam gewordenen Parteien die Beteiligung an einer Übergangsregierung der nationalen Einheit an. Parteichef Hammami, der noch kurz vor Ben Alis Sturz verhaftet worden war, blieb gegenüber der Übergangsregierung jedoch ablehnend, sie diene nur „der Machterhaltung des alten Regimes mitsamt allen autoritären Institutionen“.
Bei der Wahl zur Verfassunggebenden Versammlung im Oktober 2011 gewann die PCOT 3 der 217 Sitze. Am 10. Juli 2012 änderte die Organisation ihren Namen in Parti des travailleurs tunisiens (PTT). Im Oktober 2012 schloss sie sich mit anderen linken Parteien zur Volksfront zusammen, mit der sie die Parlamentswahl im Oktober 2014 bestritt. Die Volksfront gewann dabei fünfzehn Mandate und wurde viertstärkste Kraft der Volksrepräsentantenversammlung.

## Forderungen und Kämpfe

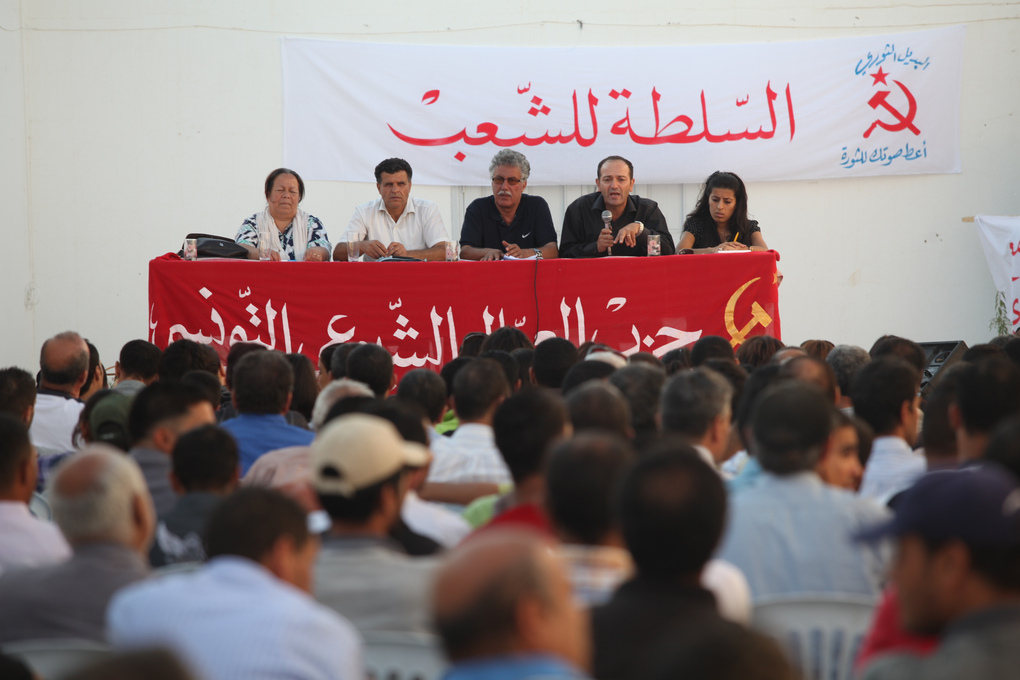
Versammlung der Partei in Ksar Hellal (Oktober 2011)

Die PTT kämpft für Forderungen der Arbeiterbewegung wie Festeinstellungen, Lohnerhöhungen sowie das Recht auf gewerkschaftliche Organisation. Die Partei unterstützt auch Arbeiterstreiks.
Sie fordert Verstaatlichung der Industrie und die Schaffung einer Volksregierung als Bestandteil der demokratischen Revolution.
Die Jugendorganisation der Partei ist die Union der Kommunistischen Jugend Tunesiens (UJCT, fr.: Union de la jeunesse communiste de Tunisie). Die Zeitung der Partei heißt Al Badil und der Parteisprecher ist Hamma Hammami.

## Internationale Beteiligung
Die Partei ist Mitglied der hoxhaistisch geprägten Internationale Konferenz marxistisch-leninistischer Parteien und Organisationen.